# Tostareds kyrkorgelfabrik
Tostareds kyrkorgelfabrik är ett orgelbyggeriföretag i Tostared i Marks kommun i Västra Götalands län.
Företaget grundades på 1930-talet och ägnade sig då åt orgelreparationer. 1947 byggdes den första egna orgeln. Företaget grundades av Josef Johansson (1887–1958). Hans söner Sven (1927–2012), Hugo (1917–2012), David (1919–2004) och Nils Johansson (1924–1991) fortsatte verksamheten med Sven Johansson som ledare. Sedan 1990-talet leds företaget av Svens son Tore Johansson (f. 1960).
Sedan starten har Tostareds kyrkorgelfabrik byggt och renoverat drygt 200 instrument, huvudsakligen i Västsverige.

## Orglar i urval
- 2016 - Hjo kyrka
- 2012 - Varbergs kyrka
- 2012 - Sofiakyrkan
- 2011 - Bärfendals kyrka
- 2011 - Biskopsgårdens kyrka
- 2011 - Mariestads domkyrka
- 2009 - Vadstena Klosterkyrka
- 2009 - Östads kyrka
- 2009 - Allhelgonakyrkan, Göteborg
- 2008 - Husie kyrka
- 2008 - Gustavi domkyrka
- 2007 - Kaverös kyrka
- 2007 - Gårdsby kyrka
- 2007 - Sunne kyrka
- 2007 - Träslövs kyrka
- 2006 - Sibbarps kyrka
- 2006 - Törringe kyrka
- 2006 - Sofiakyrkan
- 2005 - Kyrkhults kyrka
- 2004 - Öggestorps kyrka
- 2004 - Uvereds kyrka
- 2003 - Häggesleds kyrka
- 2003 - Uddevalla kyrka
- 2003 - Västra Torsås kapell
- 2003 - Rängs kyrka
- 2003 - Byttorpskyrkan
- 2003 - Utby kyrka
- 2002 - Fjällbacka kyrka